# Serédi Jusztinián

Serédi hercegprímás 1930-ban

Serédi Jusztinián OSB (született Szapucsek György néven) (Deáki, 1884. április 24. –‎ Esztergom, 1945. március 29.) bíboros, hercegprímás, a második világháború alatt esztergomi érsekként a magyar katolikus egyház vezetője. Több ezer lengyel menekült, köztük több ezer lengyel zsidó megmentésében segített Henryk Sławiknak és társainak, például idősebb Antall Józsefnek.
1901-ben csatlakozott a Szent Benedek-rendhez Pannonhalmán, 1908-ban szentelték pappá. Ezt követően a Pápai Szent Anzelm Egyetem oktatója lett. 1927 és 1945 között esztergomi érsek, ex officio Magyarország hercegprímása, 1933-tól 1945-ig a Szent István Akadémia elnöke. Kiválóan tudott latinul, ismerte az ógörög és héber nyelveket, anyanyelvi szinten beszélt olaszul, de németül és franciául is jól tudott, spanyolul és angolul kevésbé. A Felvidék déli részének visszatérése után szlovákul is elkezdett tanulni.
Az 1938-as első zsidótörvény parlamenti vitájában a törvénytervezet ellen szólalt fel. A nyilas hatalomátvétel után nyíltan szembeszállt Szálasi Ferenccel. Óvóhelyen halt meg 1945-ben, utóda az érseki székben Mindszenty József lett.

## Pályafutása

### Származása
1884-ben a Pozsony vármegyei Deáki faluban, szlovák eredetű, vallásos, sokgyermekes tetőfedő iparos családban született. Édesapja Szapucsek Mihály, édesanyja Oroszlán Júlia volt. Szülei tizenegy gyermeke közül ő volt a tizedik. Tehetségére plébánosa, Gulyás Elek figyelt fel, s vette rá apját, hogy taníttassa.

### Bencés szerzetesi évei
1895-ben került a pozsonyi katolikus gimnáziumba. Hatodik osztályos korában szerzetes bátyja, Marcell példája nyomán a nevét Serédire magyarosította, s ugyancsak testvére példája motiválta, amikor 1901-ben felvételét kérte Pannonhalmára a bencés szerzetesrendbe. Augusztusban magára ölthette a bencések fekete habitusát, s az addigi Györgyből Jusztinián novícius lett. A középiskolát Pannonhalmán, illetve Győrben fejezte be. A teológiát a római bencés Pápai Szent Anzelm Egyetemen végezte. Tanulmányai során Pietro Bastien professzor hatására az egyházjogra specializálódott, nála is doktorált. Azután hazatért Pannonhalmára, ahol 1908. július 14-én az ugyancsak bencés rendi esztergomi segédpüspök, Kohl Medárd pappá szentelte.
Korán kapcsolatba, majd barátságba került August Hlond későbbi lengyel bíboros-prímással, aki szintén Achille Ratti, a későbbi XI. Piusz pápa baráti köréhez tartozott. Hlond „szinte magyarrá lett”, hiszen szalézi atyaként 1904. szeptember 15-én Lembergben érettségizett, ahol számtalan magyar diáktársa volt, 1919-től pedig Bécsben, a szalézi rend német–osztrák–magyar tartományának a főnöke volt. Rattit itt ismerte meg, majd bemutatta neki a közeli Pannonhalmán tartózkodó, de Bécsben nála gyakran vendégeskedő Szapucseket. A későbbi magyar hercegprímás útban Rómába, mindig a szaléziaknál szállt meg. A kőbányai lengyel templom közös kezdeményezésükre épült, miután Wincenty Danek lengyel plébános megkereste mindkettőjüket. Felszentelésén 1926-ban együtt vettek részt.

### A Szentszék szolgálatában
1904-ben X. Piusz pápa (1903–1914) Pietro Gasparri (*1852 †1934, 1907–1934) bíborost, a hírneves párizsi katolikus egyetem, az Institut Catholique kánonjogi professzorát (1898–1901), későbbi vatikáni államtitkárt (1914–1930) bízta meg az 1918. május 19-én életbe léptetett Egyházi Törvénykönyv (Codex Iuris Canonici) kidolgozására fölállított bizottság vezetésével. Ennek a bizottságnak az egyik tekintélyes tagja volt Serédi Jusztinián egyházjogász professzora, Bastien, aki az igen nagy türelmet, alaposságot és szívósságot igénylő jogszerkesztői feladatok elvégzésére, az időközben Pannonhalmára visszatért fiatal szerzetest a főapáttól maga mellé kérte. A fiatal magyar kánonjogász pappá szentelését követően Bastien professzor kérésének eleget téve, rövid időn belül Rómába utazott, ahol bekapcsolódott a jogalkotó munkába. A könyvtári és levéltári kutatások során Serédi is közvetlen, baráti kapcsolatokba került Achille Rattival (*1857 †1939, 1922–1939), aki 1907–1914 között a milánói Ambrosiana-könyvtár, majd 1907–1918 között a Vatikáni Apostoli Könyvtár vezetője volt. A Codex Iuris Canonici 1916 végére elkészült, és Serédi az év végéig maradt még olasz földön. De aztán távoznia kellett, mert az olasz lapok erősödő éllel támadták a pápai kúriát, szemére vetve, hogy megtűri az ellenséges államok alattvalóit.

### Az esztergomi tábori lelkész, majd ismét vatikáni szolgálat
Serédi Jusztinián 1918-ban tábori lelkész lett Esztergomban. Esztergom-, Komárom és Bars vármegyék területén a munkaszolgálatra rendelt olasz hadifoglyok lelki gondozását is átvette.
Az első világháború után ismét Rómában élt, a bencés kongregáció ülésén a magyar bencés rend képviselője, a vatikáni magyar követség kánonjogi tanácsnoka, majd a magyar egyházmegyék ügyvivője lett a Szentszéknél. 1923-tól a római kúria jogtörténetét tanította a pápai levéltárosképző intézetben, az Anselmianumban (Collegio Sant'Anselmo) átvette az egyházjogi katedrát.
Az ő érdeme a Codicis Juris Canonici Fontes című kilenckötetes mű megjelentetése, amely az új kánonjog forrásait tartalmazta. Egyházjogi teljesítményét az Oxfordi Egyetem 1936-ban díszdoktori címmel ismerte el, s ez a munka járult hozzá ahhoz is, hogy a pápa az 1927-ben megüresedett esztergomi érseki és prímási székkel jutalmazta meg.

### Az áldozópap bíboros

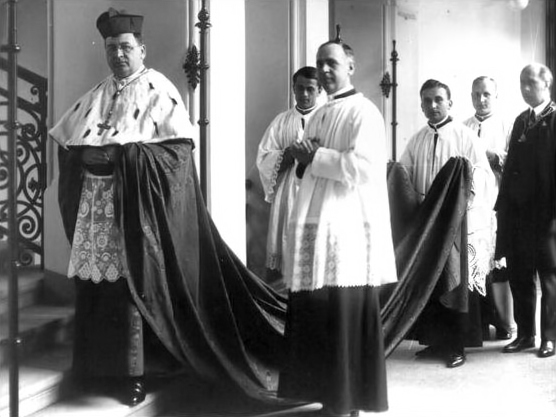
Serédi Jusztinián hercegprímás

Csernoch János hercegprímás halála után a magyar kormányzat megosztott volt abban, hogy kinek a jelöltségét támogassa az esztergomi érseki posztra. Horthy Miklós kormányzóvá választásakor kifejezetten lemondott az ősi magyar királyi előjogok körébe tartozó főkegyúri jogról (ius praesentationis), miszerint a magyar uralkodónak joga volt püspököt vagy érseket javasolni a Vatikán számára. Ennek ellenére Klebelsberg Kuno egy római látogatása során írásbeli megállapodást kötött Pietro Gasparri vatikáni államtitkárral, a Szentszék kormányzatának vezetőjével arról, hogy a magyar államnak lehetősége lesz javaslatokat tenni a megüresedő főpapi pozíciók betöltésére. A magyar kormány Szmrecsányi Lajos egri érsek jelölése mellett döntött, bár ő magas kora miatt – ekkoriban már 76 éves volt – kevéssé látszott alkalmasnak. Maga Klebelsberg kultuszminiszter a kulisszák mögött Glattfelder Gyula kalocsai érsek személyét igyekezett előtérbe helyezni. Nagy Elek vatikáni magyar követ viszont Serédit, saját kánonjogi tanácsosát, Pietro Gasparri vatikáni államtitkár évtizedes bizalmasát javasolta a posztra. Gasparri befolyása döntőnek bizonyult, és az egyszerű bencés szerzetesből egyhamar bíboros, majd esztergomi hercegprímás lett.
XI. Piusz pápa 1927 adventjében, november 30-án Serédit kinevezte esztergomi érseknek és egyúttal beiktatta a bíborosok testületébe. Az új érsek december 19-én kapta meg a bíborosi kalapot, 1928. január 8-án pedig a pápa a Sixtus-kápolnában püspökké szentelte.  A magyar kormány gyorsan megbékélt a helyzettel, és elfogadta Serédi Jusztinián ígéretét, miszerint az ország érdekeit szem előtt tartva fog tevékenykedni.

### A tudós és akadémikus főpap
1928-ban a Magyar Tudományos Akadémia igazgatósági, 1934-ben tiszteleti taggá választotta. A felsőház tagjaként 1935-ben törvényjavaslatot terjesztett elő a polgári házassági kényszer eltörléséről, és az egyházak előtt kötött házasságok állami elfogadásáról. A magyar katolikus egyház fejeként mindenben XII. Piusz pápa álláspontját követte a szélsőjobboldal megítélésében, állást foglalt az alkotmányos rend védelmében, tiltakozott a fajelmélet ellen. 1937-ben Magyar Corvin-lánc kitüntetésben részesült.

### Kapcsolata a neokatolikus mozgalmakkal
A két világháború között, tehát éppen Serédi prímássága idején a katolikus világot különös pezsgés járta át, köszönhetően a XI. Piusz által írt Quadragesimo anno kezdetű szociális enciklikának. Magyarországon sorra jöttek létre az egyház társadalmi tanítását hirdető és azt tettekre váltani igyekvő tömegmozgalmak: a KALOT, a KALÁSZ, a KIOE, a Magyar Dolgozók Országos Hivatásszervezete és az EMSZO. Serédi működésüket engedélyezte és támogatta. A Foederatio Emericanát például megvédte attól, hogy egy egységes állami diákszervezetbe olvasszák be.
A prímás nevéhez kötődik még a Karitász mozgalom megindítása, valamint a Pápai Magyar Intézet felállítása. Az ő indítványára szerveződött meg a korban fontos közéleti fórumként működő Katolikus Nyári Egyetem, ahol az ország jeles katolikus tudósai tartottak előadásokat (többek között Bálint Sándor, Eckhart Ferenc és Szekfű Gyula). Az ilyen műhelyek fontos gyülekezőhelyei lettek a nyilas- és németellenes értelmiségieknek. 1943-ban a hercegprímás áldását adta egy modern kereszténydemokrata párt létrejöttére, és megbízta Apor Vilmos püspököt, hogy az egyház részéről koordinálja a szervezést.
Prímási szolgálatának egyik legnagyobb eredménye az eucharisztikus világkongresszus budapesti megrendezése volt, 1938-ban. Serédi érsekké történő beiktatása óta szorgalmazta az ünnepély megszervezését. (A kongresszusra Magyarországra érkezett Eugenio Pacelli bíboros-államtitkár, a későbbi XII. Piusz pápa is.) A programmal indult Szent István halálának 900. évfordulójára szervezett Szent István Emlékév programsorozat, melynek keretén belül számos megemlékezést és ünnepélyt szerveztek szerte az országban. A programsorozat hasonlított az 1896-os a millenniumi emlékévhez.

### A lengyelbarát antifasiszta

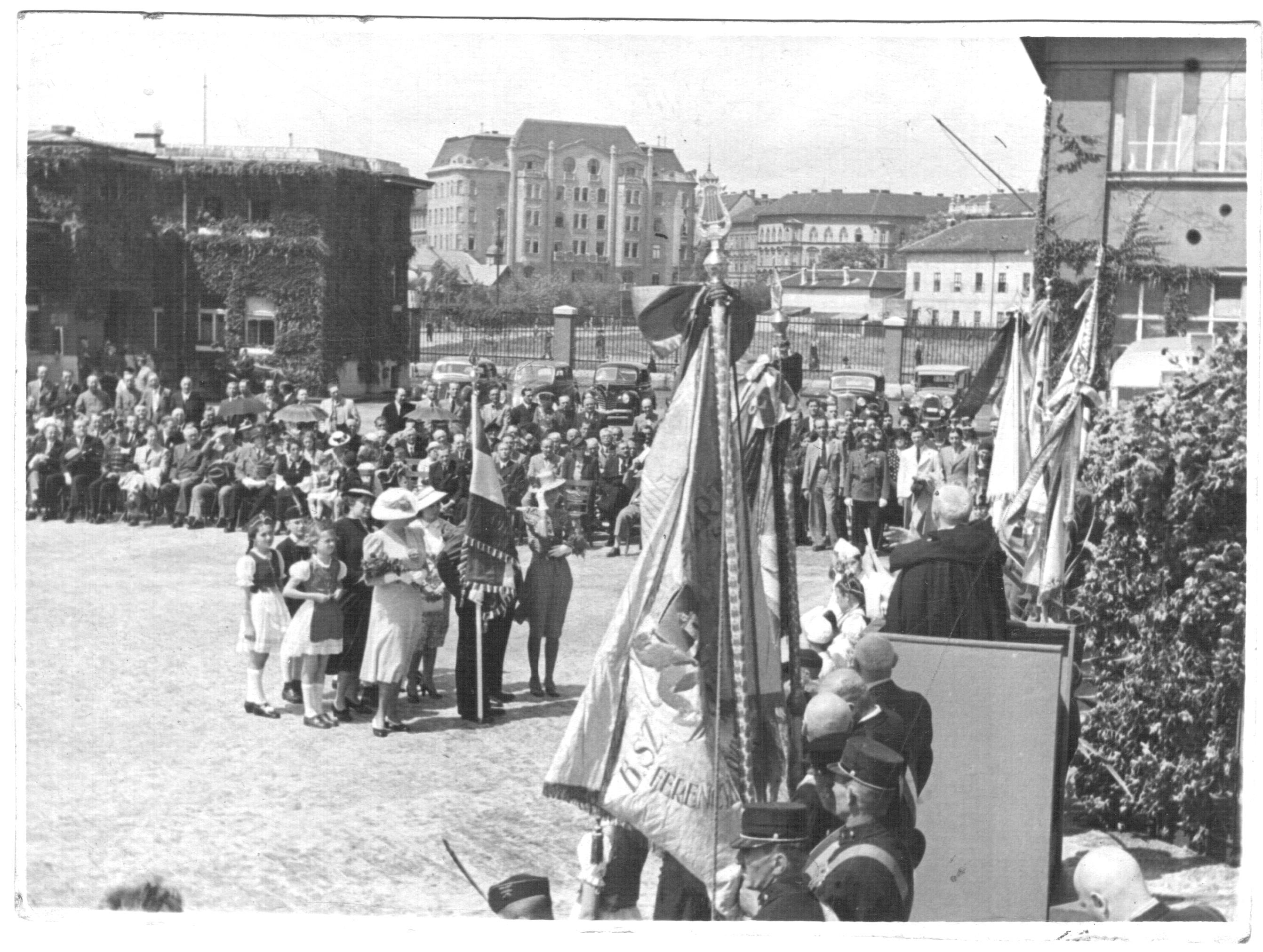
Serédi Jusztinián – 1940 körül

A lengyel–magyar kapcsolatok ápolását célul tűző Magyar Mickiewicz Társaságnak első, tiszteletbeli elnöke volt. 1939 szeptemberében, Lengyelország nemzetiszocialista-sztálinista lerohanása után Magyarországra mintegy 140 ezer lengyel menekült érkezett. Serédi ekkor magához kérette Keresztes-Fischer Ferenc belügyminisztert és annak szociális ügyekkel foglalkozó ügyosztályvezetőjét, id. Antall Józsefet (a későbbi miniszterelnök, ifj. Antall József édesapját), akinek menekültügyi kormánybiztosi kinevezése érdekében közbenjárt.
A hercegprímás vatikáni évei alatt jól megtanulta azt, hogy háttérből hogyan lehet hatást gyakorolni az ügyek menetére. A lengyel menekültügyek tényleges vitelét egyházi részről a személyi titkárára, Beresztóczy Miklós prelátusra bízta, aki párhuzamosan állami hivatalnok is volt, a Vallás- és Közoktatási Minisztérium katolikus ügyosztályát vezette. A hercegprímás utasítására Beresztóczy személyesen megkereste a budapesti lengyel követet, Leon Orłowskit és kérte, hogy kapcsolattartásra jelöljön ki egy személyt. A választás Zdzisław Antoniewicz újságíróra esett, aki akkor már a budapesti Lengyel Intézet és Zbigniew Załęski igazgató, a Pázmány Péter Tudományegyetem lengyel lektorának a titkára (igazgatóhelyettese) volt, és a lengyel menekültügyi oktatási ügyekért felelt. Antoniewicz Zdzisław és Beresztóczy Miklós társaságában többször felkereste a lengyel menekülttáborokat, ahol szentmisét celebrált. E téren hű követője volt Angelo Rotta pápai nuncius is. Serédi állítólag csak a keresztény hitre áttért zsidók érdekében emelte fel a szavát, őket próbálta óvni, számukra kért egyéni elbírálást, miközben azon sajnálkozott, hogy a „zsidók összességének szélsőségekre való hajlamossága és bizonyos túlkapásai miatt” a konvertitáknak is szenvedniük kell.[forrás?]
Zdzisław Antoniewicz kezdeményezésére, Beresztóczy támogatásával, Hanauer Árpád István váci püspök szárnyai alatt létrehozta azt a kollégiumot és általános iskolát, amelyben Lengyelországból elmenekült, többnyire árva lengyel zsidó gyermekek nyertek elhelyezést, szeretetet, atyai gondoskodást. Titkára és Antoniewicz társaságában a hercegprímás többször titokban elzarándokolt ide. Ebben támogatta a bíborost id. Antall József is, aki valamennyi magyar közigazgatási szervnek kiadott egy körlevelet: „Magyarországon nincsenek lengyel zsidók, csakis kizárólag lengyel menekültek!“ A balatonboglári lengyel gimnázium és diákkollégium létrehozása is Zdzisław Antoniewicz kezdeményezésére történt, aki Beresztóczy Miklós társaságában leutazott Balatonboglárra, ahol találkozott Varga Béla plébánossal, a Nemzetgyűlés későbbi elnökével, majd a szomszédos Balatonlellén Lékai László plébánossal. Ők voltak azok, akik ennek az ügynek fedőtörténetet biztosítottak. Ugyanis sem a magyar állam, sem a magyar egyház hivatalosan nem adhatott pénzt sem a váci zsidó iskola, sem a balatonboglári gimnázium fenntartására. Ezért aztán ezek a pénzek „egyházi célra” kerültek Hanauer Árpád püspök, Varga Béla és Lékai László plébánosok kezébe. Tőlük viszont Esztergomba és a Vallás és Közoktatási Minisztériumhoz sorra érkeztek a hamis számlák: így például a boglári és a lellei templom tatarozásáról, váci egyházmegyei létesítmények karbantartásáról.

### Nyíltan szembeszáll a nyilasokkal
1938-ban az első zsidótörvény-javaslat felsőházi vitájában Serédi bíboros és Glattfelder Gyula csanádi püspök fejtették ki az egyház álláspontját. Kifogásolták a kollektív felelősség és büntetés elvét.
Serédi Jusztinián hercegprímás tudtával több lengyel zsidó nyert menedéket magyar kolostorokban, elsősorban a bencéseknél, a ferenceseknél és a domonkosoknál. A bíboros-hercegprímás egyik kedvenc idézete a Szentírásból pontosan visszaadta mindazt, amit tett a lengyelekért és a zsidókért: „timor non est in caritate sed perfecta caritas foras mittit timorem quoniam timor poenam habet qui autem timet non est perfectus in caritate“ – A szeretetben nincs félelem. A tökéletes szeretet kizárja a félelmet, mert a félelemnek köze van a büntetéshez. Aki tehát fél, abban nem tökéletes a szeretet (János első levele 4.18). Az Országtanács 1944. október 27-ei ülésén Serédi Jusztinián bíboros-hercegprímás emelt fővel és határozott fellépéssel jogilag törvénytelennek nyilvánította Szálasi Ferenc hatalmát, és nem jelent meg a „nemzetvezető” november 4-ei eskütételén. A magyarországi ökumenizmusnak a csíráit is tulajdonképpen ő ültette el, hiszen nem zárkózott el a kapcsolattartástól a többi nagy történelmi egyházzal. Ennek is gyakorlati oka volt: a reformátusok, evangélikusok, unitáriusok és baptisták szintén aktívan részt vettek a lengyel menekültek segélyezésében.
1944 decemberében a főpapi székhely is a frontvonalba került, így Serédi kapcsolata megszakadt a püspökeivel. Cukorbaja és szívbetegsége is egyre inkább súlyosbodott, de ő maradt, mint ahogyan papjait is az állomáshelyükön való maradásra szólította fel. Az óvóhelyen – ahol közel 40 embernek nyújtott menedéket és táplálékot – élte utolsó hónapjait. 1945. március közepén az óvóhelyen még fogadta az Esztergomot „felszabadító” szovjet parancsnokot és kíséretét. Március 29-én, nagycsütörtökön hunyt el.
Utódjára gyakorlatilag az „összeesküvő“ társai – id. Antall József, Zdzisław Antoniewicz, Beresztóczy Miklós, Varga Béla és Lékai László – tettek javaslatot.[forrás?] Mindszenty József pontosan ugyanolyan nagy lengyelbarát és diktatúragyűlölő volt (zalaegerszegi plébánosként állandó vendége volt a zalaszentgróti lengyel tábornak, ahol nagyon sokszor celebrált szentmisét), mint ahogyan Serédi is.

## Művei
- Emlékkönyv Szent István király halálának kilencszázadik évfordulóján, 1-3.; mint a mű szerkesztője; MTA, Budapest, 1938
- Serédi Jusztinián öt beszéde; Jelenkor, Budapest, 1943
- Serédi Jusztinián hercegprímás feljegyzései, 1941–1944; sajtó alá rendezte, az előszót, tan.-t, jegyzeteket írta: Orbán Sándor és Vida István, fotóválasztás: Kalavszki Györgyi; Zrínyi, Budapest, 1990, (Sisak és cilinder sorozat)

## Emlékezete
- Pannonhalma és Esztergom díszpolgára.
- 1929-től a Szuverén Máltai Lovagrend Nagykeresztes tartománynagya.[10]
- Alakja felbukkan Kondor Vilmos Budapest noir című bűnügyi regényében, mint Gömbös Gyula miniszterelnök temetésének egyik magas rangú résztvevője.